# Idara Victor
Idara Victor (New York, 6 dicembre 1987) è un'attrice statunitense.

## Biografia
Figlia di Stan e Barbara, originari della Nigeria, è la seconda di tre figlie. Crebbe a Brooklyn e Long Island, coltivando la passione per la musica e la recitazione. Iniziò a studiare pianoforte dall'età di otto anni, a tredici vinse il concorso Miss New York Junior Teen e a quindici cantò un'aria, essendo dotata di una voce assai potente. Laureata alla Wharton School of Business, studia recitazione al Lee Strasberg Institute diventando amica degli attori Hyun Kim e della connazionale Adepero Oduye. Nel periodo degli studi, lavorò anche in un negozio di abbigliamento. Dopo il debutto a Broadway, partecipa a diverse serie televisive, come Turn: Washington's Spies e Rizzoli & Isles, dove diventa membro del cast fisso nel ruolo di Nina Holiday a partire dalla sesta stagione, sostituendo Lee Thompson Young, deceduto nel 2013.

## Filmografia parziale

### Cinema
- Alita - Angelo della battaglia (Alita: Battle Angel), regia di Robert Rodriguez (2019)

### Televisione
- Not Just Yet, regia di Michelle-Anne M. Small (2004)
- Starved - serie TV, 1 episodio (2005)
- Law & Order: Unità vittime speciali (Law & Order: Special Victims Unit) - serie TV, episodio 7x21 (2006)
- La valle dei pini (All My Children) - serie TV, 1 episodio (2006)
- Sentieri (The Guiding Light) - serie TV, 2 episodi (2008)
- Live from Lincoln Center - serie TV, 1 episodio (2008)
- Safe Haven, regia di Nico Raineau (2009)
- Law & Order - I due volti della giustizia (Law & Order) - serie TV, 1 episodio (2009)
- How to Make It in America - serie TV, 1 episodio (2010)
- Febbre d'amore (The Young and the Restless) - serie TV, 2 episodi (2010-2011)
- Prime Suspect - serie TV, 1 episodio (2011)
- Watching TV with the Red Chinese, regia di Shimon Daton (2012)
- Private Practice - serie TV, 1 episodio (2012)
- Unicorn Plan-It - serie TV, 2 episodi (2012-2013)
- Vegas - serie TV, 3 episodi (2013)
- Mad Men - serie TV, 1 episodio (2013)
- Grey's Anatomy - serie TV, 1 episodio (2013)
- I ragazzi del coro (The Choir) - serie TV, 8 episodi (2013)
- Hunter, regia di Michael Scott (2013)
- Turn: Washington's Spies - serie TV, 20 episodi (2014-2017)
- Rizzoli & Isles - serie TV, 49 episodi (2014-2016)
- Castle - serie TV, episodio 8x12 (2016)
- Shameless - serie TV, 4 episodi (2019)

## Doppiatrici italiane
Nelle versioni in italiano delle opere in cui ha recitato, Idara Victor è stata doppiata da:
- Benedetta Degli Innocenti in Unsolved, Alita - Angelo della battaglia
- Emilia Costa in Private Practice
- Gemma Donati in Mad Men
- Valeria Vidali in Rizzoli & Isles
- Claudia Scarpa in Castle